# Kunstmuseum Bern

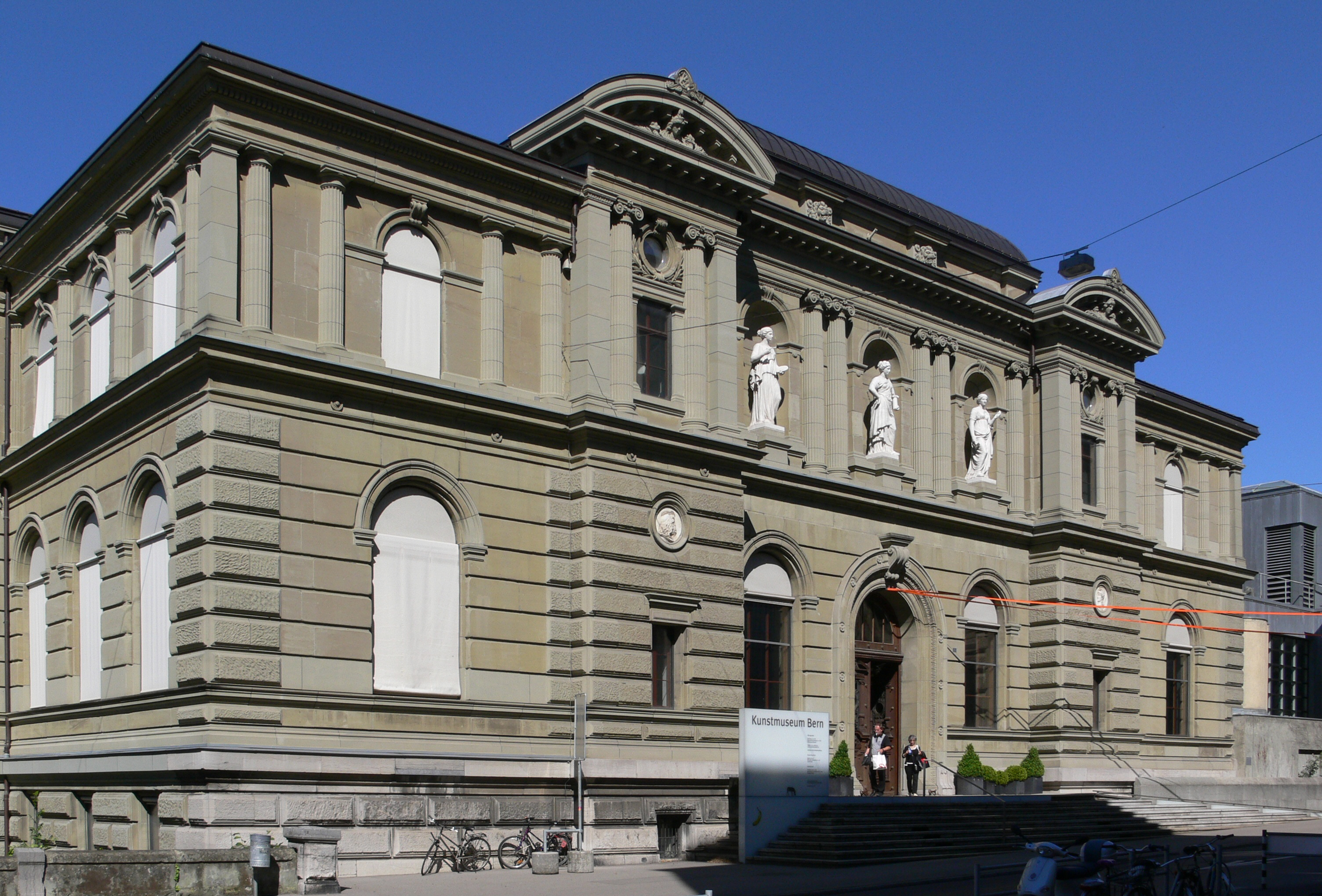
Kunstmuseum Bern

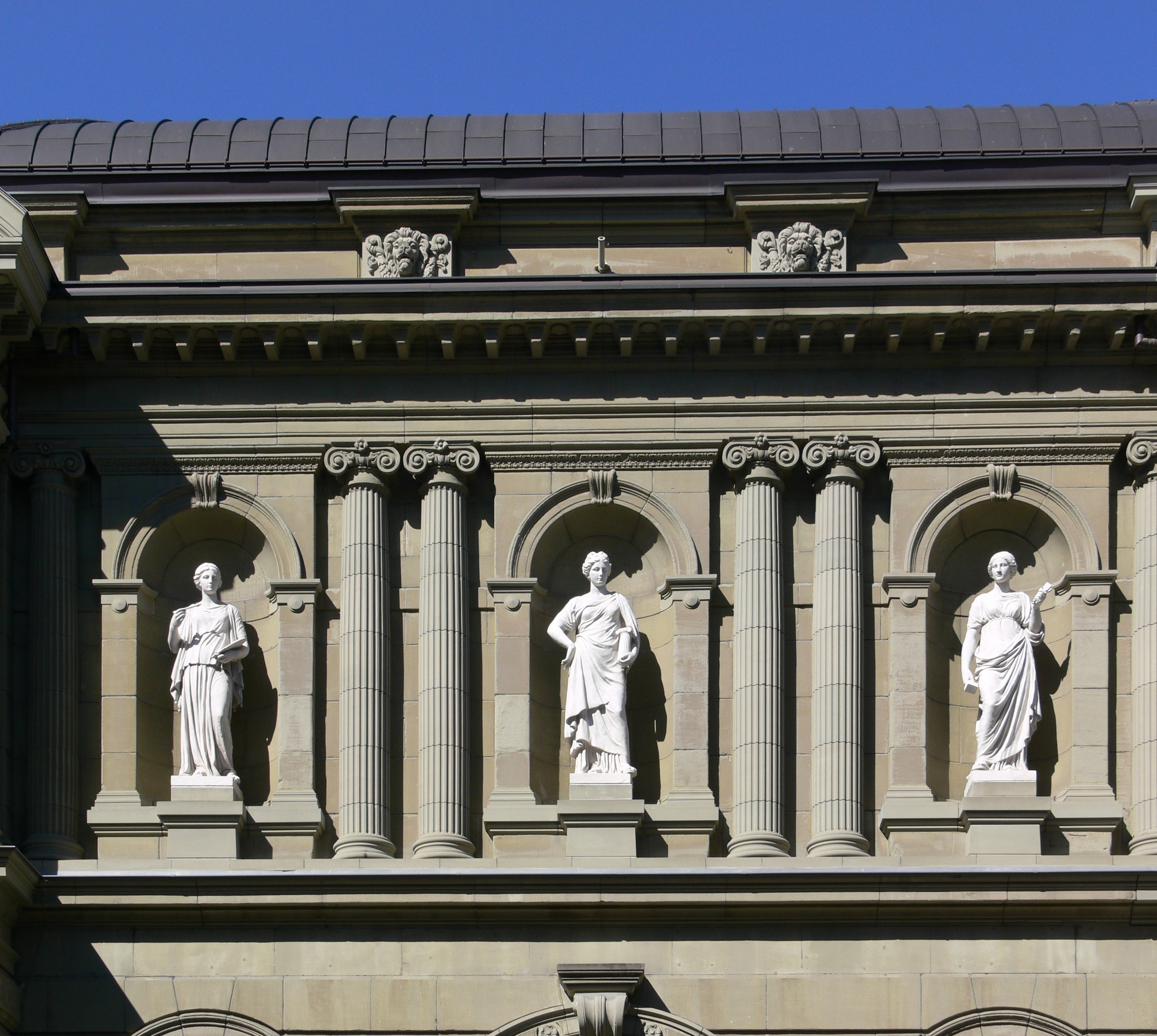
Façade van het museum (beeldhouwwerk van Karl Alfred Lanz)

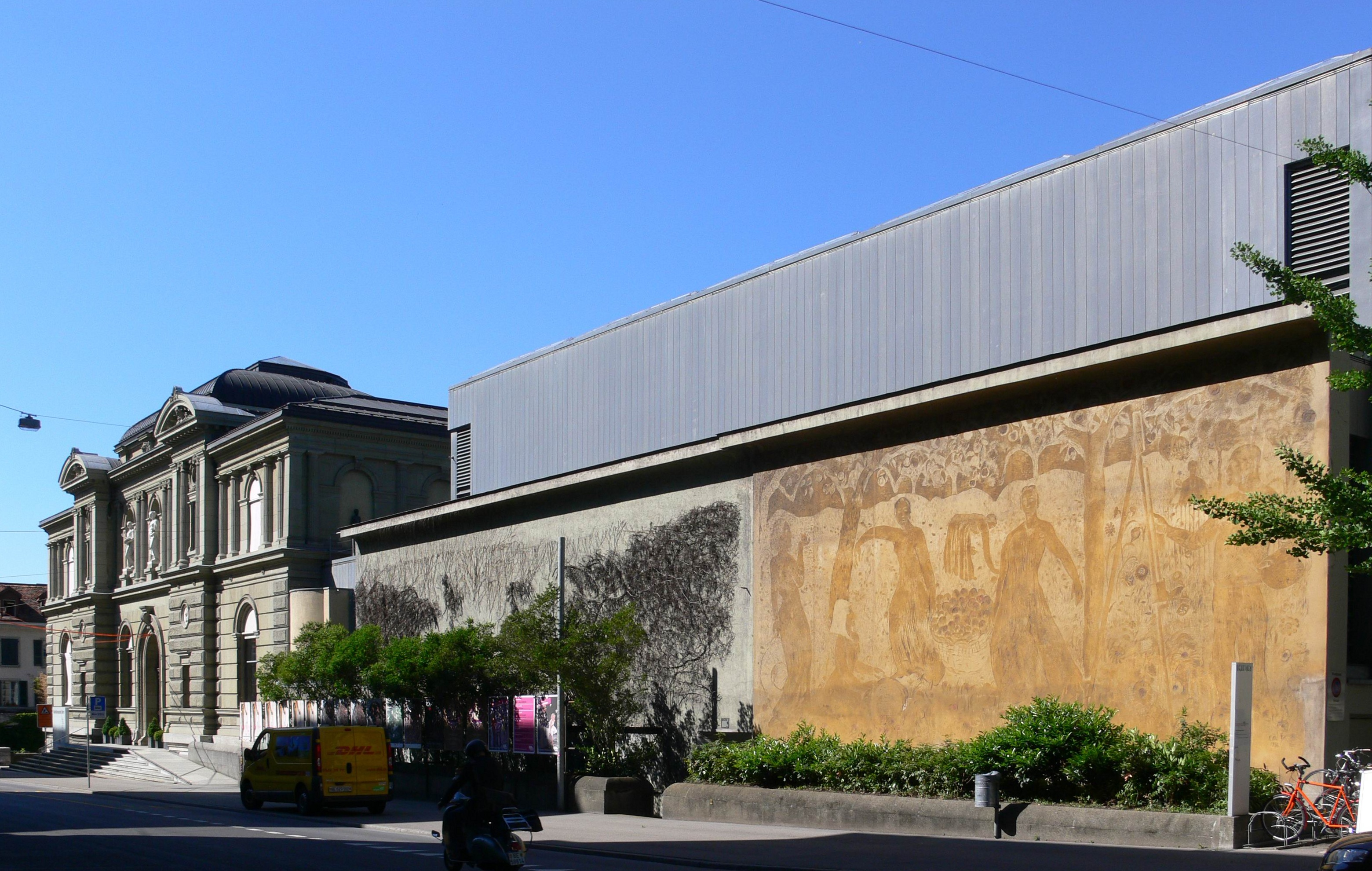
Nieuwbouw 1983 met de behouden muur, die werd gedecoreerd door Cuno Amiet (1936)

Het Kunstmuseum Bern is een kunstmuseum aan de Hodlerstrasse in de Zwitserse hoofdstad Bern.

## Geschiedenis
Het museum vindt zijn oorsprong in de samenvoeging in 1879 van de Staatliche Kunstsammlung (1809) en de kunstcollectie van de stad Bern.
De collectie bestaat thans uit 3000 schilderijen en beeldhouwwerken van:
- Italiaanse kunst uit de veertiende eeuw (zoals Duccio di Buoninsegna)
- Kunst uit Bern sinds de vijftiende eeuw (Niklaus Manuel Deutsch, Albert Anker en Ferdinand Hodler)
- Franse kunst (van Eugène Delacroix en Gustave Courbet tot Salvador Dalí en André Masson)
- Het Duitse Expressionisme (rond Ernst Ludwig Kirchner)
- Moderne kunststromingen (van Jackson Pollock tot hedendaagse kunst)

Het Kunstmuseum Bern beschikt sinds 1975 over de nalatenschap van de kunstenaar Adolf Wölfli (vertegenwoordiger van de Art Brut). Een tweede nalatenschap, die van de schilder Paul Klee, werd overgedragen aan het nieuwe Zentrum Paul Klee, dat op 20 juni 2005 in Bern werd geopend.
In 2014 ontving het museum de nalatenschap van Cornelius Gurlitt. De collectie, ook bekend als de Schwabinger Kunstfund, bestaat uit schilderijen die Gurlitt erfde van zijn vader Hildebrand Gurlitt, een kunsthandelaar die werkte in opdracht van het Derde Rijk. De controversiële collectie leidde tot een grootschalig herkomstonderzoek om vast te stellen of er sprake was van roofkunst. Meerdere werken uit deze collectie werden overgedragen aan de erfgenamen van de oorspronkelijke eigenaren.

## Gebouw
Het oorspronkelijke museumgebouw werd van 1876 tot 1878 gebouwd naar een ontwerp van Eugen Stettler, de zogenaamde Stettlerbau, die in 1879 voor het publiek werd geopend. Van 1932 tot 1936 werd het gebouw verder uitgebreid met de Salvisbergbau. Op de plaats van dit Salvisberggebouw werd in 1983 de nieuwbouw van het Berner Atelier 5 gerealiseerd, waarbij de muur met een decoratie van Cuno Amiet werd gespaard.

## Collectie
De museumcollectie omvat, naast de eerdergenoemde zwaartepunten, werken van onder anderen:
- Paul Cézanne
- Franz Gertsch
- Franz Marc
- August Macke
- Henri Matisse
- Meret Oppenheim
- Pablo Picasso
- Markus Raetz
- Balthasar Burkhard
- Louise Bourgeois
- Ricco Wassmer

## Galerij

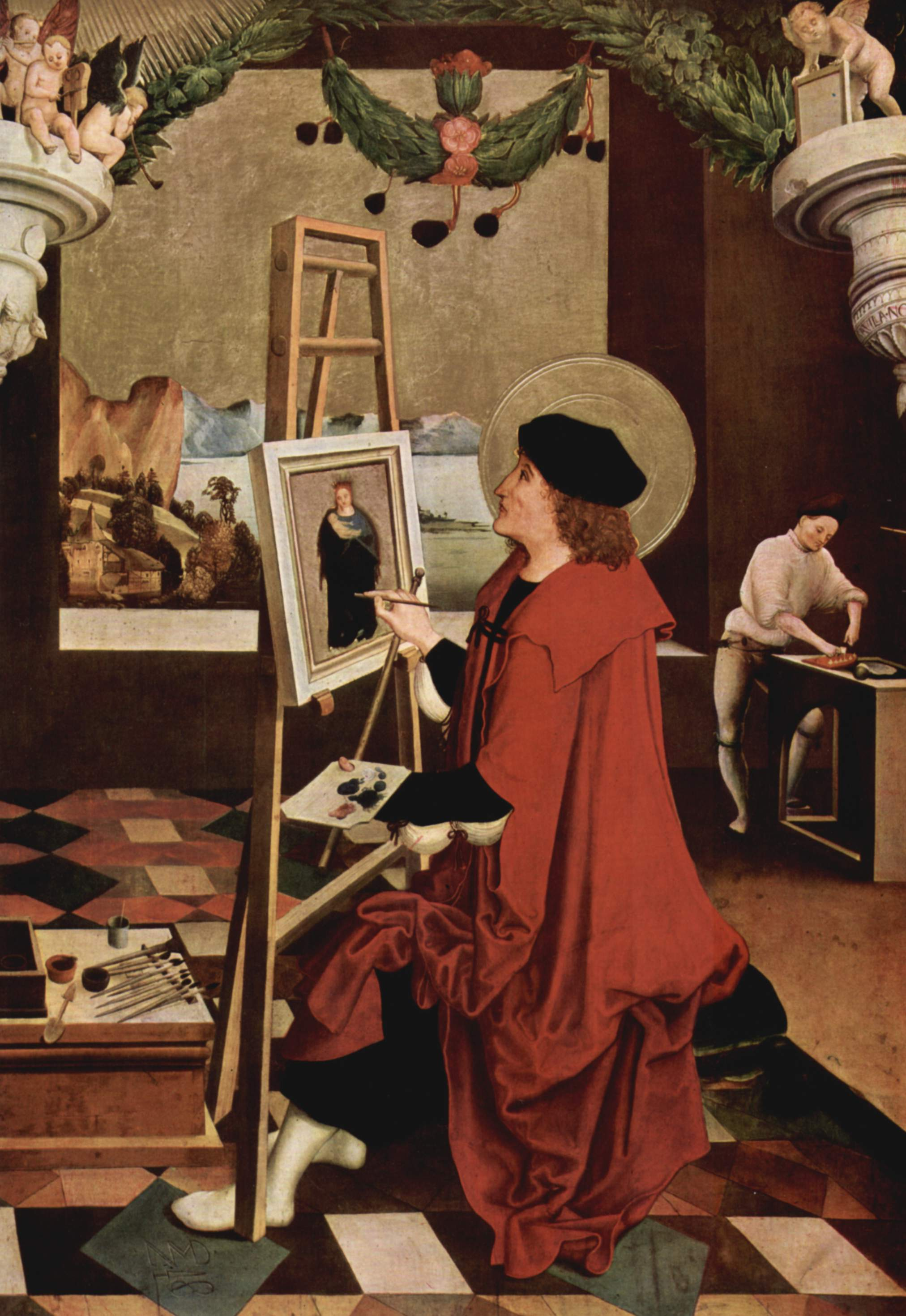
Hl. Lukas, die Madonna malend (1515) van Niklaus Manuel Deutsch
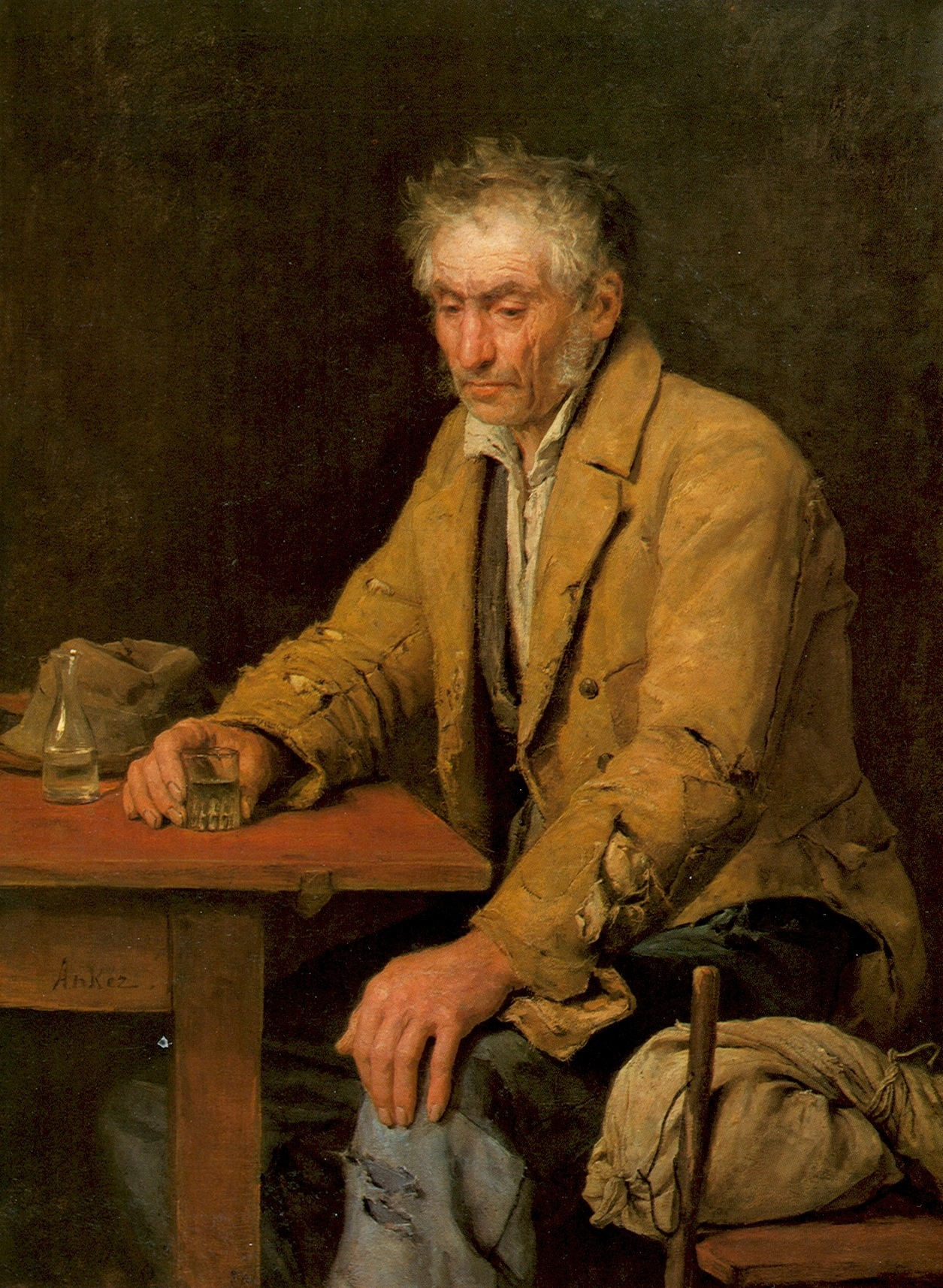
Der Trinker (1868) van Albert Anker
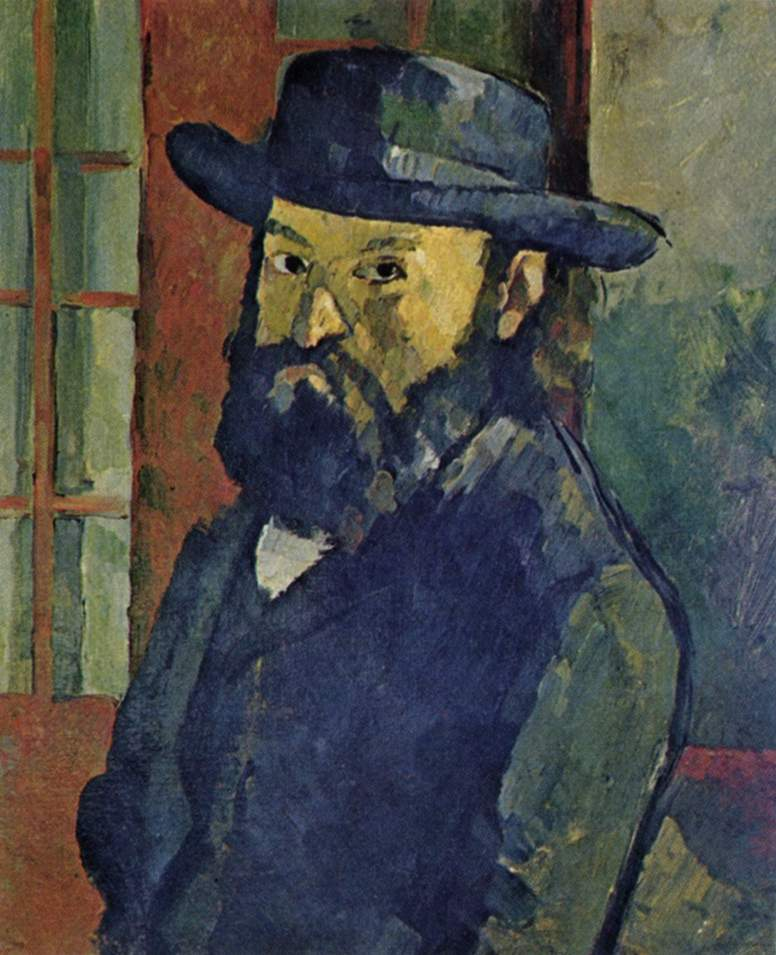
Selbstporträt (1879/1882) van Paul Cézanne
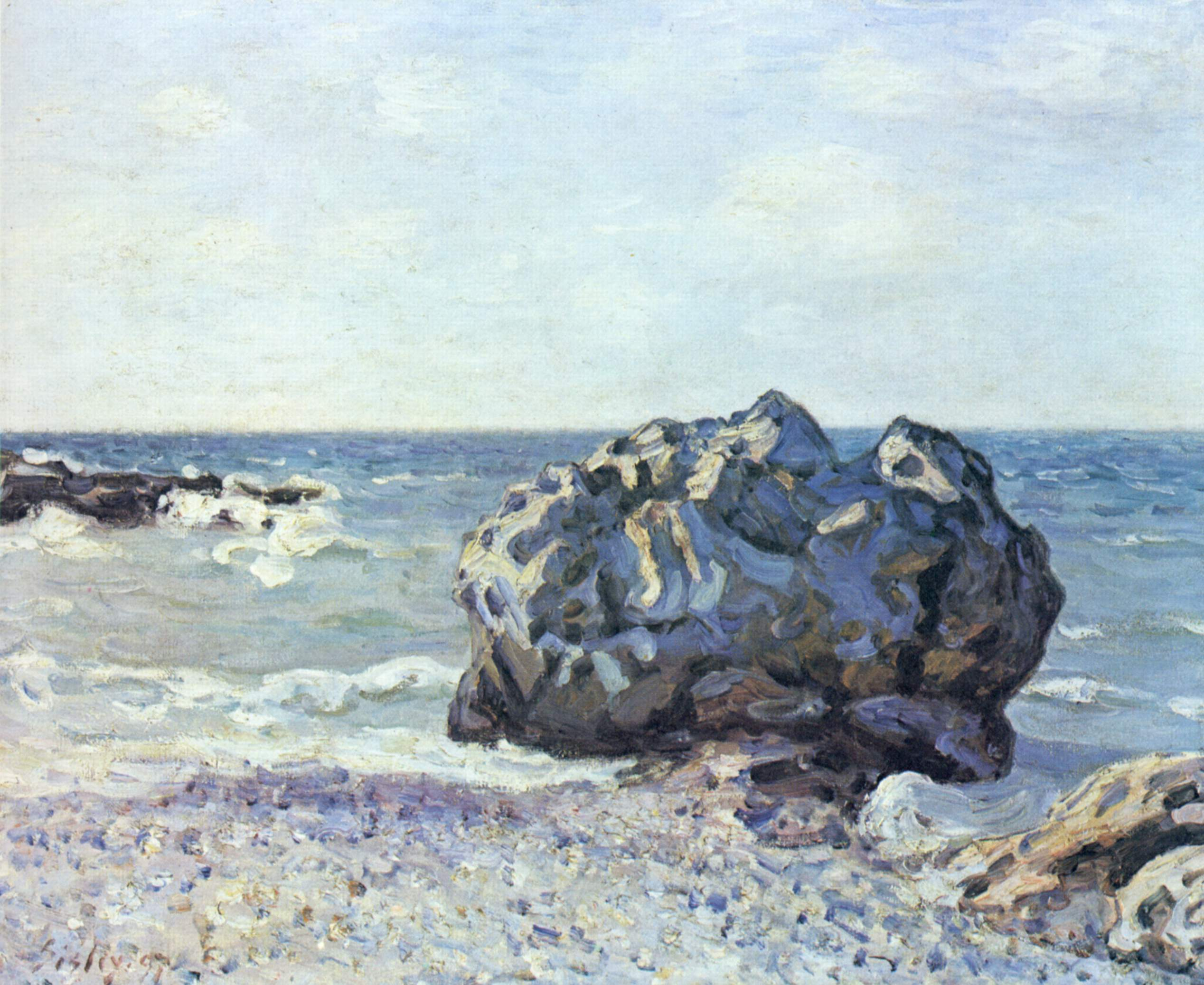
Bucht von Langland mit Felsen (1887) van Alfred Sisley
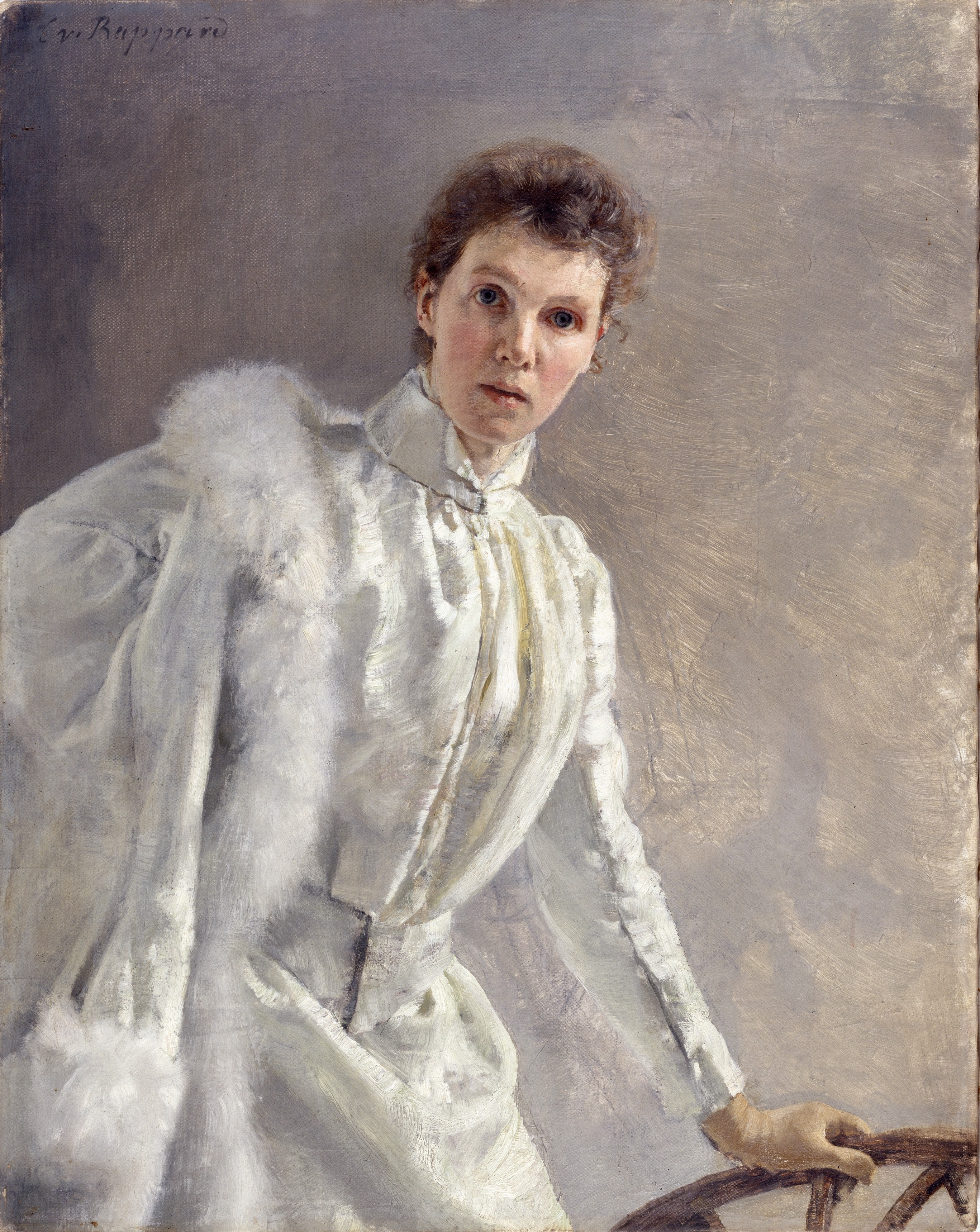
Zelfportet van Clara von Rappard (1894)
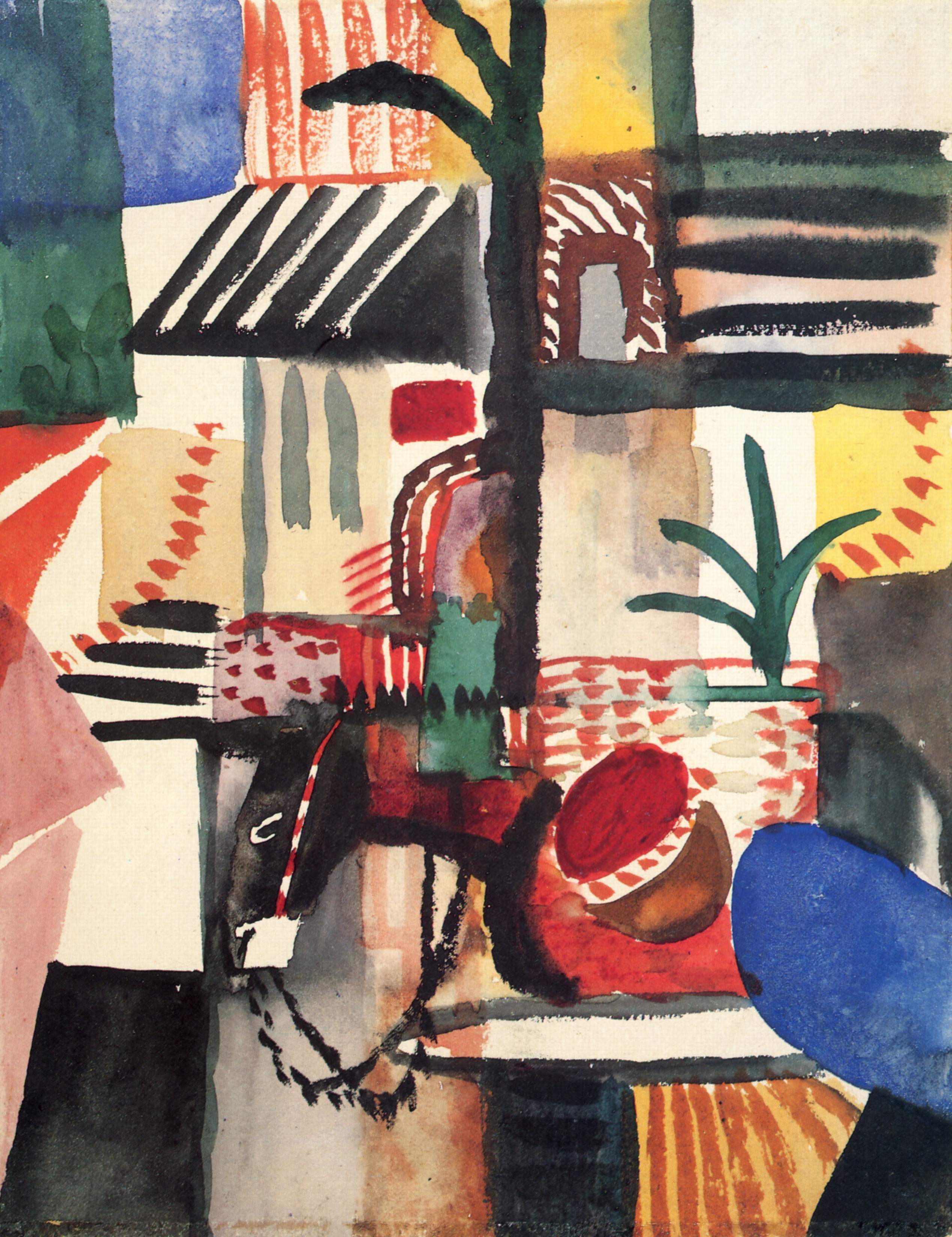
Mann mit Esel (1914) van August Macke
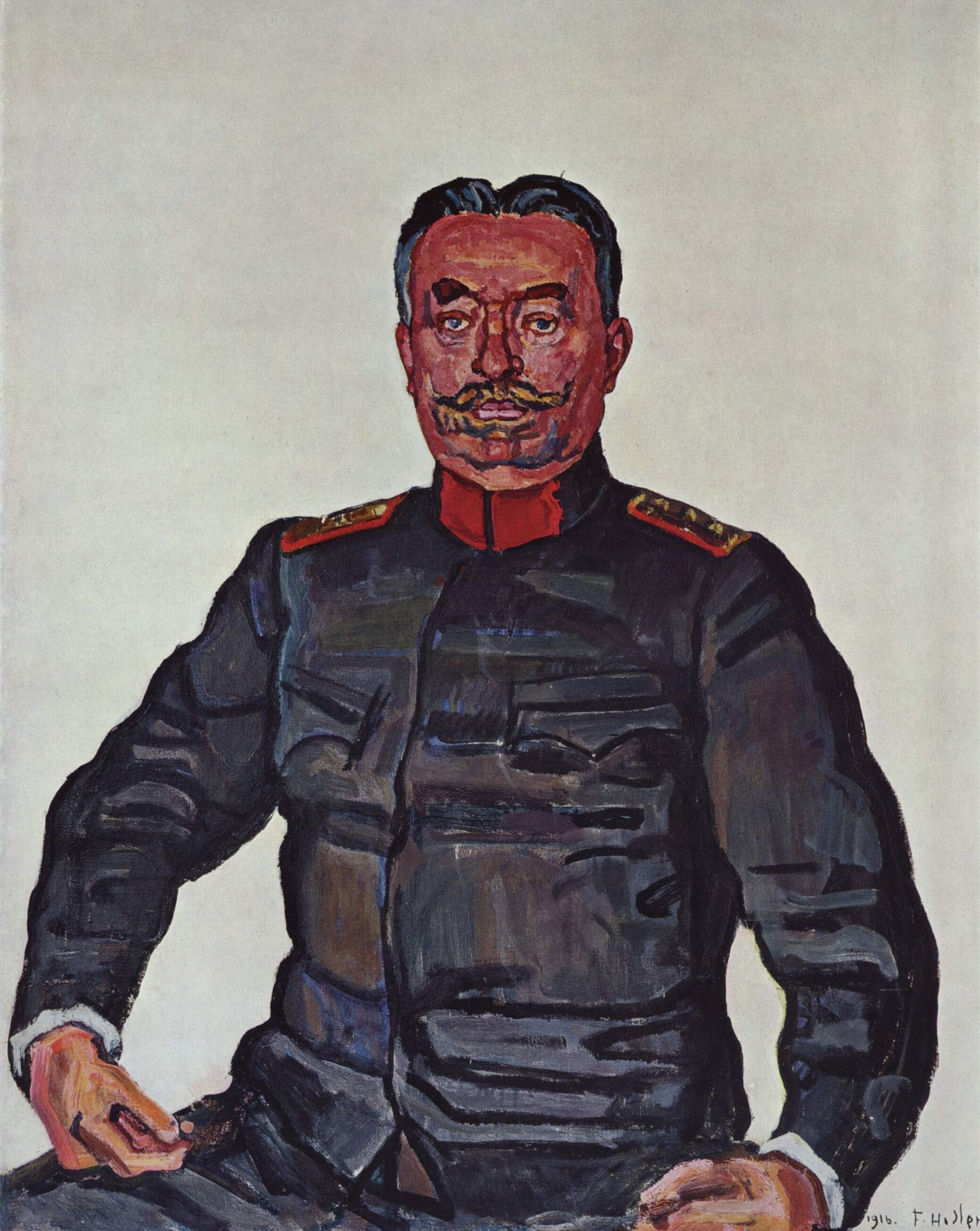
Porträt des Generals Ulrich Wille (1916) van Ferdinand Hodler
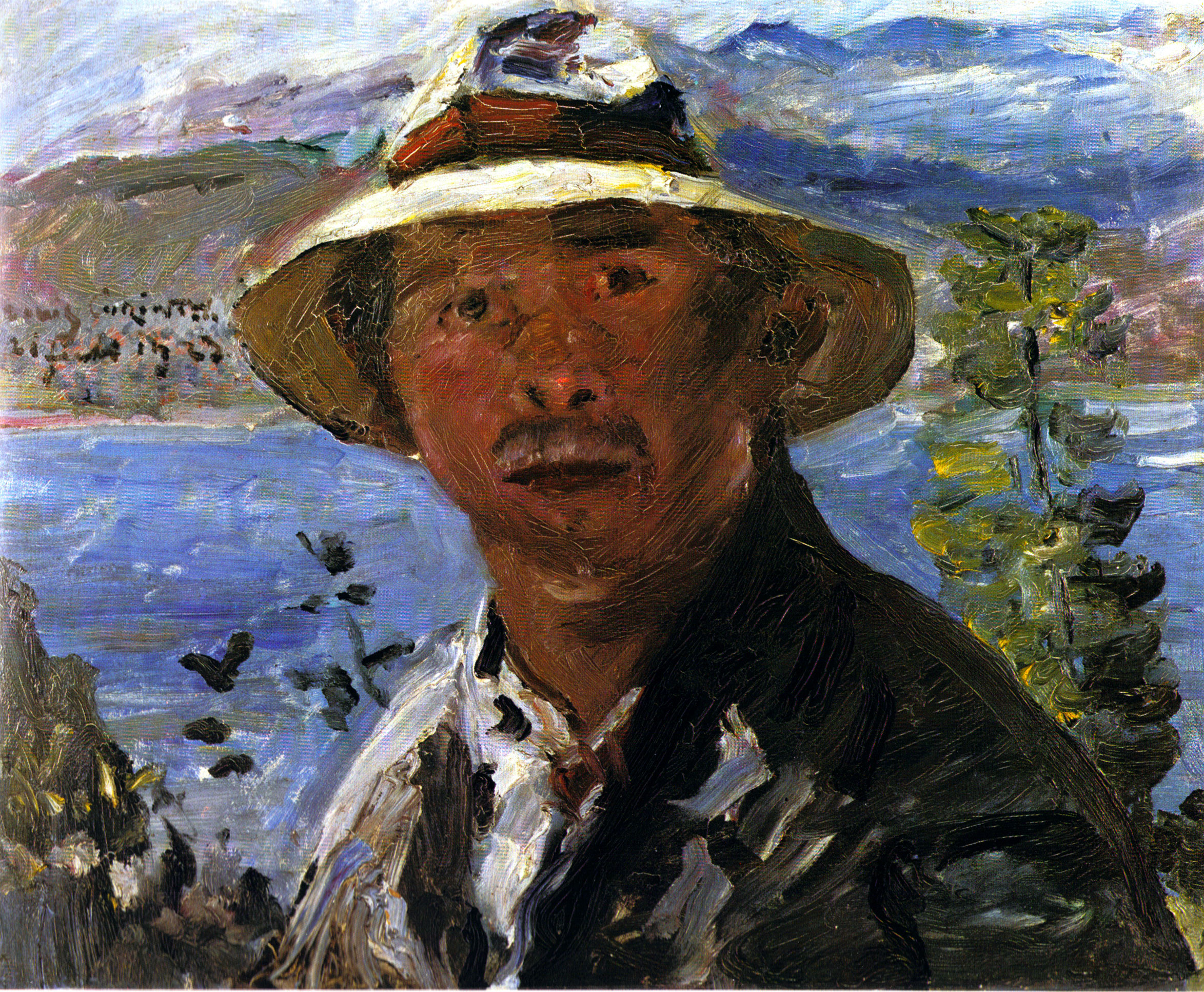
Selbstbilnis mit dem Strohhut (1923) van Lovis Corinth
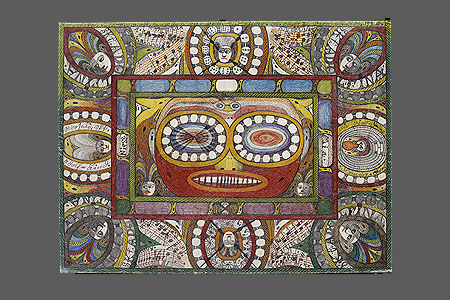
St-Adolf portant des lunettes (1924) van Adolf Wölfli